# Grevenbroich
Grevenbroich är en stad i den tyska delstaten Nordrhein-Westfalen, och är belägen cirka 15 kilometer sydost om Mönchengladbach och lika mycket sydväst om Düsseldorfs grannstad Neuss. Staden har cirka 65 000 invånare och ingår i storstadsområdet Rheinschiene.

## Kuriosa
2009 blev Grevenbroich uppmärksammad i hela Tyskland. I filmen Horst Schlämmer – Isch kandidiere! postulerar den fiktiva politikern Horst Schlämmer att han kandiderar i förbundsdagsvalet för att bli förbundskansler. Den fiktiva karaktären var ursprungligen redaktör för Grevenbroichs lokaltidning och staden skulle få en betydande roll inom Schlämmers politik om han skulle bli vald. Schlämmer skapades och spelades av den tyska komikern Hape Kerkeling.